# 涅烏斯特魯耶夫山
涅烏斯特魯耶夫山（英語：Mount Neustruyev）是南極洲的山峰，位於毛德皇后地的沃爾塔特山脈，屬於彼得曼山脈中南彼得曼山脈的一部分，海拔高度2,900米，該山峰由德國探險隊發現。

## 外部連結
- United States Geological Survey, Geographic Names Information System (GNIS) （页面存档备份，存于）
- Scientific Committee on Antarctic Research (SCAR)

71°51′S 12°14′E / 71.850°S 12.233°E